# Stones Grow Her Name
Stones Grow Her Name je sedmé studiové album finské power metalové kapely Sonata Arctica. Album vyšlo 16. května ve Finsku a 18. května 2012 i ve zbytku Evropy. Bylo to poslední album, na kterém se podílel baskytarista Marko Paasikoski.
„V každom prípade tento album je viac melodický heavy rock ako metal. Boli sme unavení mať 10 motívov zlepených do jednej piesne. Mali sme dve albumy na pod. spôsob a myslel som si, že to stačí. “ - řekl Tony pro slovenský web Metalmania-Magazín. 

## Seznam skladeb
1. Only The Broken Hearts (Make You Beautiful)
2. Shitload of Money
3. Losing My Insanity
4. Somewhere Close To You
5. I Have A Right
6. Alone In Heaven
7. The Day
8. Cinderblox
9. Don't Be Mean
10. Wildfire II
11. Wildfire III

Digipak edice – bonus
1. Tonight I Dance Alone

Japonská verze – bonus
1. One-Two-Free-Fall

## Obsazení
- Tony Kakko – zpěv, klávesy
- Elias Viljanen – kytara
- Marko Paasikoski – baskytara
- Henrik Klingenberg – klávesy
- Tommy Portimo – bicí

### Hosté
- Mika Mylläri – trubka
- Sakari Kukko – saxofon
- Peter Engberg – akustická kytara, viola caipira, banjo
- Timo Kotipelto – doprovodný zpěv
- Lauri Valkonen – kontrabas
- Pekka Kuusisto – housle
- Anna Lavender – proslov v písni "I Have a Right"
- Mikko P. Mustonen – orchestrace